# Europapokal der Pokalsieger (Handball) 2008/09
Am EHF-Europapokal der Pokalsieger 2008/09 nahmen 44 Handball-Vereinsmannschaften teil, die sich in der vorangegangenen Saison in ihren Heimatländern im Pokalwettbewerb für den Wettbewerb qualifizieren konnten oder aus der Champions League 08/09 ausgeschieden waren. Es war die 34. Austragung des Pokalsiegerwettbewerbs. Die Pokalspiele begannen am 6. September 2008, das Rückrundenfinale fand am 30. Mai 2009 statt. Titelverteidiger des EHF-Europapokal der Pokalsieger war der ungarische Verein KC Veszprém. Der Titelgewinner in der Saison war der spanische Verein BM Valladolid.

## 1. Qualifikationsrunde
Es nahmen 14 Teams teil, die sich vorher für den Wettbewerb qualifiziert haben.

Die Hinspiele fanden am 6./7./12./13. September 2008 statt. Die Rückspiele fanden am 7./13./14. September 2008 statt.
|                      | Gesamt  |                    | Hinspiel          | Rückspiel         |
| -------------------- | ------- | ------------------ | ----------------- | ----------------- |
| HC Gumárny Zubří     | 54 : 49 | SPE Strovolos      | 32 : 25 (18 : 09) | 22 : 24 (10 : 13) |
| HBC Bascharage       | 61 : 79 | FIQAS Aalsmeer     | 34 : 43 (16 : 22) | 27 : 36 (15 : 17) |
| Olimpus-85-USEFS     | 58 : 83 | Chocolate Boys     | 25 : 42 (11 : 20) | 33 : 41 (19 : 18) |
| Panellinios AC Athen | 82 : 13 | KS Elbasan         | 37 : 05 (20 : 02) | 45 : 08 (25 : 01) |
| HC Sutjeska - Nikšić | 44 : 43 | United HC Tongeren | 22 : 20 (10 : 11) | 22 : 23 (14 : 14) |
| ASA Tel Aviv         | 62 : 47 | Riihimäen Cocks    | 27 : 19 (15 : 09) | 35 : 28 (15 : 14) |
| KS Vive Kielce       | 88 : 36 | KH BESA Famiglia   | 47 : 21 (24 : 09) | 41 : 15 (24 : 09) |

## 2. Runde
Es nahmen die 7 Sieger der 1. Qualifikationsrunde und weiter 19 Teams, die sich vorher für den Wettbewerb qualifiziert haben, teil.

Die Hinspiele fanden am 11./12./18. Oktober 2008 statt. Die Rückspiele fanden am 18./19. Oktober 2008 statt.
|                      | Gesamt  |                       | Hinspiel          | Rückspiel         |
| -------------------- | ------- | --------------------- | ----------------- | ----------------- |
| Paris HB             | 69 : 55 | FIQAS Aalsmeer        | 37 : 24 (18 : 10) | 32 : 31 (16 : 17) |
| RK Trebnje           | 49 : 51 | RK Živinice           | 25 : 28 (12 : 12) | 24 : 23 (13 : 11) |
| HC Nikšić            | 37 : 51 | HK Bydiwelnik Browary | 20 : 21 (13 : 16) | 17 : 30 (07 : 17) |
| RK Čakovec           | 46 : 71 | KIF Kolding           | 24 : 34 (12 : 14) | 22 : 37 (12 : 18) |
| KS Vive Kielce       | 42 : 43 | HCM Constanța         | 27 : 21 (09 : 11) | 15 : 22 (08 : 12) |
| PLER KC Budapest     | 58 : 55 | Mersin BSK            | 35 : 29 (18 : 18) | 23 : 26 (14 : 13) |
| ASA Tel Aviv         | 57 : 73 | Kadetten Schaffhausen | 28 : 38 (15 : 20) | 29 : 35 (17 : 18) |
| Ystad IF             | 52 : 55 | Fyllingen HB          | 25 : 25 (07 : 14) | 27 : 30 (12 : 12) |
| HC Gumárny Zubří     | 50 : 54 | ABC Braga             | 25 : 26 (14 : 14) | 25 : 28 (16 : 16) |
| Panellinios AC Athen | 43 : 64 | HK Kaustik Wolgograd  | 25 : 30 (12 : 15) | 18 : 34 (12 : 16) |
| HC Hard              | 68 : 48 | Junior Fasano         | 34 : 26 (18 : 08) | 34 : 22 (16 : 10) |
| HK Mascheka          | 62 : 66 | RK Partizan Belgrad   | 30 : 32 (15 : 16) | 32 : 34 (14 : 19) |
| Chocolate Boys       | 59 : 66 | HC Vardar Skopje      | 32 : 30 (18 : 16) | 27 : 36 (16 : 20) |

## 3. Runde
Es nahmen die 13 Sieger der 2. Runde und weiter 3 Teams, die sich vorher für den Wettbewerb qualifiziert haben, teil.

Die Hinspiele fanden am 14./15./16. November 2008 statt. Die Rückspiele fanden am 19./22./23. November 2008 statt.
|                       | Gesamt  |                       | Hinspiel          | Rückspiel         |
| --------------------- | ------- | --------------------- | ----------------- | ----------------- |
| HCM Constanța         | 49 : 42 | ABC Braga             | 21 : 18 (12 : 10) | 28 : 24 (08 : 09) |
| PLER KC Budapest      | 56 : 61 | Dunaferr SE           | 30 : 32 (19 : 14) | 26 : 29 (14 : 15) |
| RK Živinice           | 36 : 59 | BM Valladolid         | 16 : 25 (05 : 15) | 20 : 34 (08 : 17) |
| HC Vardar Skopje      | 58 : 60 | Kadetten Schaffhausen | 33 : 27 (17 : 15) | 25 : 33 (14 : 19) |
| Fyllingen HB          | 48 : 64 | Paris HB              | 27 : 32 (11 : 16) | 21 : 32 (09 : 16) |
| KIF Kolding           | 76 : 58 | RK Partizan Belgrad   | 41 : 27 (18 : 13) | 35 : 31 (17 : 19) |
| HK Bydiwelnik Browary | 42 : 51 | HSG Nordhorn          | 21 : 23 (11 : 12) | 21 : 28 (14 : 13) |
| HC Hard               | 60 : 67 | HK Kaustik Wolgograd  | 34 : 31 (17 : 16) | 26 : 36 (16 : 18) |

## Achtelfinale
Es nahmen die acht Sieger der 3. Runde und die acht Drittplatzierten der Champions-League-Gruppenphase teil.

Die Hinspiele fanden am 13./14./15. Februar 2009 statt. Die Rückspiele fanden am 15./21./22. Februar 2009 statt.
|                       | Gesamt  |                      | Hinspiel          | Rückspiel         |
| --------------------- | ------- | -------------------- | ----------------- | ----------------- |
| Haukar Hafnarfjörður  | 52 : 72 | HSG Nordhorn         | 21 : 34 (12 : 18) | 31 : 38 (18 : 15) |
| Kadetten Schaffhausen | 66 : 59 | Hammarby IF          | 34 : 28 (14 : 15) | 32 : 31 (12 : 15) |
| Tatran Prešov         | 53 : 56 | HCM Constanța        | 33 : 25 (19 : 12) | 20 : 31 (11 : 16) |
| Dunaferr SE           | 52 : 57 | SC Szeged            | 33 : 29 (13 : 18) | 19 : 28 (09 : 13) |
| KIF Kolding           | 62 : 63 | Amicitia Zürich      | 30 : 30 (15 : 17) | 32 : 33 (11 : 18) |
| HC Bosna Sarajevo     | 64 : 54 | HK Kaustik Wolgograd | 33 : 23 (16 : 11) | 31 : 31 (17 : 18) |
| Steaua Bukarest       | 51 : 74 | BM Valladolid        | 27 : 33 (10 : 15) | 24 : 41 (13 : 19) |
| HC Metalurg Skopje    | 48 : 45 | Paris HB             | 27 : 18 (16 : 12) | 21 : 27 (11 : 16) |

## Viertelfinale
Es nahmen die acht Sieger aus dem Achtelfinale teil.

Die Auslosung des Viertelfinales fand am 9. März 2009 um 18:30 Uhr (GMT+2) in Wien statt.

Die Hinspiele fanden am 28./29. März 2009 statt. Die Rückspiele fanden am 4./5. April 2009 statt.
| Mannschaft 1          | Mannschaft 2       | Hinspiel             | Rückspiel            | Gesamt  |
| --------------------- | ------------------ | -------------------- | -------------------- | ------- |
| Kadetten Schaffhausen | HC Bosna Sarajevo  | 29.03. So. 18:00 Uhr | 04.04. Sa. 20:00 Uhr | 57 : 48 |
| Kadetten Schaffhausen | HC Bosna Sarajevo  | 27 : 22 (13 : 13)    | 30 : 26 (19 : 14)    | 57 : 48 |
| HSG Nordhorn          | SC Szeged          | 29.03. So. 17:00 Uhr | 04.04. Sa. 17:30 Uhr | 60 : 56 |
| HSG Nordhorn          | SC Szeged          | 34 : 25 (18 : 12)    | 26 : 31 (13 : 15)    | 60 : 56 |
| BM Valladolid         | HCM Constanța      | 28.03. Sa. 20:00 Uhr | 05.04. So. 11:00 Uhr | 73 : 51 |
| BM Valladolid         | HCM Constanța      | 38 : 23 (19 : 11)    | 35 : 28 (19 : 09)    | 73 : 51 |
| Amicitia Zürich       | HC Metalurg Skopje | 29.03. So. 15:30 Uhr | 04.04. Sa. 18:30 Uhr | 54 : 53 |
| Amicitia Zürich       | HC Metalurg Skopje | 31 : 29 (16 : 10)    | 23 : 24 (12 : 08)    | 54 : 53 |

## Halbfinale
Es nahmen die vier Sieger aus dem Viertelfinale teil.

Die Auslosung des Halbfinales fand am 7. April 2009 um 11:00 Uhr (GMT+2) in Wien statt.

Die Hinspiele fanden am 26. April 2009 statt. Die Rückspiele fanden am 2. April 2009 statt.
| Mannschaft 1          | Mannschaft 2  | Hinspiel             | Rückspiel            | Gesamt  |
| --------------------- | ------------- | -------------------- | -------------------- | ------- |
| Kadetten Schaffhausen | HSG Nordhorn  | 26.04. So. 18:00 Uhr | 02.05. Sa. 15:00 Uhr | 57 : 64 |
| Kadetten Schaffhausen | HSG Nordhorn  | 28 : 30 (13 : 13)    | 29 : 34 (12 : 15)    | 57 : 64 |
| Amicitia Zürich       | BM Valladolid | 26.04. So. 15:30 Uhr | 02.05. Sa. 20:00 Uhr | 62 : 64 |
| Amicitia Zürich       | BM Valladolid | 35 : 31 (17 : 15)    | 27 : 33 (12 : 17)    | 62 : 64 |

## Finale
Es nahmen die zwei Sieger aus dem Halbfinale teil.

Die Auslosung des Finales fand am 5. Mai 2009 um 11:00 Uhr (GMT+2) in Wien statt.

Das Hinspiel fand am 23. Mai 2009 statt. Das Rückspiel fand am 30. Mai 2009 statt.
| Mannschaft 1 | Mannschaft 2  | Hinspiel             | Rückspiel            | Gesamt   |
| ------------ | ------------- | -------------------- | -------------------- | -------- |
| HSG Nordhorn | BM Valladolid | 23.05. Sa. 17:30 Uhr | 30.05. Sa. 17:30 Uhr | 54 : 54* |
| HSG Nordhorn | BM Valladolid | 31 : 30 (20 : 17)    | 23 : 24 (10 : 15)    | 54 : 54* |

* Aufgrund der mehr erzielten Auswärtstore gewann BM Valladolid den Europapokal der Pokalsieger.

### DeutschlandHSG Nordhorn – BM ValladolidSpanien31: 30 (20: 17)
23. Mai 2009 in Nordhorn, Euregium, 4.200 Zuschauer.
HSG Nordhorn: Gentzel , Katsigiannis – Przybecki  (11), Šprem (7), Weinhold (7), Stojković   (3), Szücs (2), Machulla  (1), Karlsson , Lislerud Hansen, Mičkal, Rigterink, Verjans  
BM Valladolid: Sierra Mendez, Lorger – Perales Perez (9), Tvedten  (7), Entrerríos  (4), Prieto    (4), Fernández Roura  (2), López  (2), Bilbija  (1), Milosavljević (1), Antonio Marcos , Delgado Avila , Krivokapic, Rentero Delgado
Schiedsrichter:  Nikolaos Korres & Sotiris Migas
Quelle: Spielbericht

### SpanienBM Valladolid – HSG NordhornDeutschland24: 23 (15: 10)
30. Mai 2009 in Valladolid, Polideportivo Huerta del Rey, 6.000 Zuschauer.
BM Valladolid: Sierra Mendez, Lorger – Bilbija   (5), Entrerríos (5), Perales Perez (5), Milosavljević (3), Tvedten (3), López  (2), Krivokapic (1), Antonio Marcos  , Delgado Avila , Fernández Roura , Prieto , Rentero Delgado
HSG Nordhorn: Gentzel , Katsigiannis – Stojković      (6), Weinhold  (5), Przybecki (3), Verjans   (3), Karlsson     (2), Lislerud Hansen (2), Szücs  (2), Machulla, Mičkal, Rigterink, Šprem
Schiedsrichter:  Zigmārs Stoļarovs & Renārs Līcis
Quelle: Spielbericht